# کلم بونز
کلم بونز (انگلیسی: Clem Bevans; ۱۶ اکتبر ۱۸۷۹ – ۱۱ اوت ۱۹۶۳) یک هنرپیشه اهل ایالات متحده آمریکا بود. وی بین سال‌های ۱۹۰۰ تا ۱۹۶۲ میلادی فعالیت می‌کرد.
از فیلم‌ها یا برنامه‌های تلویزیونی که وی در آن نقش داشته است می‌توان به زنوبیا، آبه لینکلن در ایلینوی، خراب‌کار، عزا برازنده الکتراست، گروهبان یورک، یک سالگی، هاروی، کمدی انسانی، پسری از اکلاهما، تگزاس و الکی‌خوش اشاره کرد.

## مرگ
در ۱۱ آگوست ۱۹۶۳، بیوانز در خانه و بیمارستان فیلم و تلویزیون کشور در وودلند هیلز، کالیفرنیا درگذشت. بقایای او در گورستان پارک یادبود والهالا در شمال هالیوود دفن می‌شود.